# Diapetimorpha punctatoria
Diapetimorpha punctatoria är en stekelart som först beskrevs av Fabricius 1804.  Diapetimorpha punctatoria ingår i släktet Diapetimorpha och familjen brokparasitsteklar. Inga underarter finns listade i Catalogue of Life.